# ひだま〜ぶる×ハニカム
『ひだま〜ぶる×ハニカム』は、marbleのコンセプト・アルバム。2012年12月26日にGloryHeavenから発売された。『ひだまりスケッチ×ハニカム』をイメージして作られたアルバム。ジャケットには原作者である蒼樹うめのイラストが描かれている。また、蒼樹は自身のイメージソング「infinite cloud」にコーラスとして参加している。

## 収録曲
1. おーぷん☆きゃんばす 〜Acoustic&ハニカム version〜
作詞・作曲：ZAQ、編曲：菊池達也
  - テレビアニメ『ひだまりスケッチ×ハニカム』オープニングテーマ
2. リミットスパイス
作詞・作曲：micco、編曲：菊池達也
  - 『ひだまりスケッチ×ハニカム』なずなイメージソング
3. わたしリスト
作詞：micco、作曲・編曲：菊池達也
  - 『ひだまりスケッチ×ハニカム』宮子イメージソング
4. ☆フルフルフル
作詞：micco、作曲・編曲：菊池達也
  - 『ひだまりスケッチ×ハニカム』乃莉イメージソング
5. きっと、ずっと
作詞：micco、作曲・編曲：菊池達也
  - 『ひだまりスケッチ×ハニカム』ヒロイメージソング
6. 思い出探し
作詞・作曲：micco、編曲：菊池達也
  - 『ひだまりスケッチ×ハニカム』沙英イメージソング
7. infinite cloud
作詞：micco、作曲・編曲：菊池達也
  - 『ひだまりスケッチ×ハニカム』うめ先生イメージソング
8. ヒトリゴト 〜 I hope my feeling will reach you 〜
作詞・作曲・編曲：菊池達也
  - 『ひだまりスケッチ×ハニカム』LOVE SONG for 吉野屋先生
9. 幸せ日記
作詞：micco、作曲・編曲：菊池達也
  - 『ひだまりスケッチ×ハニカム』ゆのイメージソング
10. シロツメクサの願い
作詞：micco、作曲・編曲：菊池達也
  - 『ひだま～ぶる×ハニカム』テーマソング